# Deux Hommes dans l'Ouest

Deux Hommes dans l'Ouest (Wild Rovers) est un western américain réalisé par Blake Edwards, sorti en 1971.

## Synopsis
En 1880, Ross Bodine, un vieux cow-boy désabusé et Frank Post, jeune cow-boy plein d'enthousiasme, travaillent dur au ranch du propriétaire Walt Buchman. Désireux tous deux de changer de vie, ils décident de se lancer dans le braquage de banques...
S'apercevant de leur disparition, Buchman se lance à leur poursuite.

## Fiche technique
- Réalisation : Blake Edwards
- Scénario : Blake Edwards
- Production : Blake Edwards, Ken Wales
- Musique : Jerry Goldsmith
- Photographie : Philip Lathrop et Frank Stanley
- Régisseur d'extérieurs : Jack N. Young
- Durée : 106 min (136 min pour la version longue)
- Pays : États-Unis
- Langue : anglais
- Distributeur : Metro-Goldwyn-Mayer
- Dates de sortie :
  - États-Unis : 23 juin 1971
  - France : 13 octobre 1971
- Affiche : René Ferracci (France)

## Distribution
- William Holden (VF : Claude Bertrand) : Ross Bodine
- Ryan O'Neal (VF : Bernard Murat) : Frank Post
- Karl Malden (VF : André Valmy) : Walter Buckman
- Leora Dana : Nell Buckman
- Tom Skerritt : John Buckman
- Joe Don Baker (VF : Jean-Claude Balard) : Paul Buckman
- Victor French (VF : Gérard Hernandez) : le shérif Bill Jackson
- James Olson (VF : Jean Lagache) : Joe Billings
- Lynn Carlin : Sada Billings
- Rachel Roberts : Maybell
- Moses Gunn (VF : Sady Rebbot) : Ben
- William Lucking : Ruff, le joueur de poker
- Charles H. Gray : Savage
- William Bryant (en) (VF : Pierre Collet) : Hereford
- Ted Gehring (VF : Claude Joseph) : le shérif de Tucson
- Alan Carney (VF : Paul Bonifas) : le barman du Palace
- Lee de Broux (VF : Jacques Richard) : Leaky

## Autour du film
- C'est l'unique western réalisé par Blake Edwards, jusqu'à présent spécialisé dans le registre des comédies.
- Prévu pour une durée de 3 heures, le film fut remonté par le studio MGM, contre la volonté de son réalisateur, pour le ramener à une durée de moins de 2 heures. Une version du film d'une durée de 136 min a été restaurée par la suite, correspondant davantage à celle souhaitée par Edwards[1].